# قانون ليبيج
قانون ليبيج هو قانون للعالم الألمانى فون ليبيج، ويشير القانون إلى أن «نمو النبات لايحدده إجمالى العناصر المتوفرة ولكن يحدده العنصر الأقل توفراً في بيئة النمو».

## تمثيل القانون

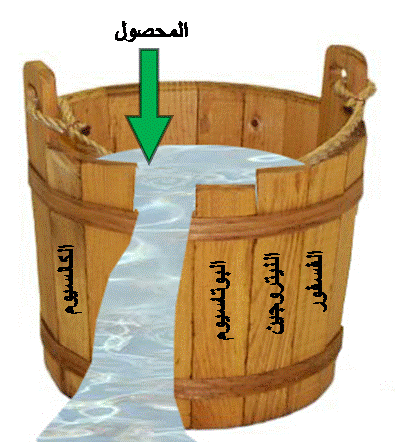
برميل غير متساوى الأركان - أقصر الأركان هو المحدد لمستوى الماء في البرميل.

ويشبّه هذا القانون العوامل المحددة لإنتاج النبات (العناصر المغذية، الظروف البيئية، التربة... إلخ) في صورة برميل ذو أركان خشبية مختلفة الأطوال والمحصول هو السائل الذي يملئ هذا البرميل.

## علاقة القانونبتغذية النبات(التسميد المتوازن)
ومن هذا المثال تتضح عدة نقاط مهمة في تغذية النبات:
- العنصر الأقل كفاية هو المحدد لمستوى المحصول مهما كانت بقية العناصر كافية.

- عند استكمال الكمية المطلوبة من العنصر الأقل يصبح العنصر التالى في عدم الكفاية هو المحدد لكم المحصول.

- أي زيادة في نسبية في كمية عنصر دون ما يقابلها من زيادة مقابلة في بقية العناصر لاتنعكس على كمية المحصول وتعتبر إهداراً للمال.